# Violeta Yakova
Violeta Bohor Yakova o Violeta Yakova (en búlgaro: Виолета Якова; Dupnitsa, 2 de junio de 1923 - Radomir, 18 de junio de 1944) fue una partisana judía, miembro del Partido Comunista Búlgaro. Yakova, cuyo nombre de guerra era "Ivanka", participó en el asesinato de varios militares nazis, incluyendo el asesinato del jefe de la policía búlgara, Atanas Fantev y del teniente general Hristo Lukov. Fue perseguida por las fuerzas de seguridad búlgaras y en junio de 1944, luego de recibir heridas durante un enfrentamiento con la policía en la ciudad de Radomir, fue capturada y luego torturada hasta la muerte.

## Biografía
Violeta Bohor Yakova nació en una familia sefaradí muy pobre en Dupnitsa; su padre, Yosef Yakov, un pequeño comerciante, murió antes de que ella naciera. La difícil situación económica de Bulgaria luego de la Primera Guerra Mundial provocó la migración de muchas familias judías desde pequeños poblados hacia grandes ciudades, y, bajo estas circunstancias, su familia se trasladó hacia la capital, Sofía. Violeta aprendió costura y fue contratada como aprendiz de sastre. Para muchos jóvenes búlgaros judíos a fines de la década del '30, su idealismo frente a un régimen alineado con el Eje, fue un estímulo poderoso para comprometerse con el sionismo y con organizaciones de izquierda, que comenzaban a desplegar actividades clandestinas contra el gobierno y los funcionarios nazis en Bulgaria. En 1939, Yakova se unió a la organización juvenil del Partido Comunista de Bulgaria. En 1942, luego de que Bulgaria se uniera al Eje y firmara el Pacto Tripartito, se unió a la resistencia clandestina.
Muchos jóvenes judíos participaron en ataques en Sofía. Junto con Anjel Vagenstein, Yakova incendió en 1942 una fábrica textil de esta ciudad, que producía uniformes para las fuerzas nazis.  Junto a Leon Kalaora y Dano Albahara, formaron un escuadrón de la muerte que asesinó a varios conocidos antisemitas e informantes nazis. De todos ellos, Yakova era considerada la luchadora más hábil, y fue quien asesinó al teniente general Hristo Lukov y al jefe de la policía búlgara, coronel Atanas Fantev. 
A inicios de marzo de 1944 la policía búlgara consiguió información de inteligencia acerca del paradero de Yakova y comenzaron una cacería humana. Yakova fue localizada en junio, y capturada luego de un tiroteo con la policía, durante el cual fue herida. Fue violada, golpeada y torturada hasta la muerte.

## Homenajes

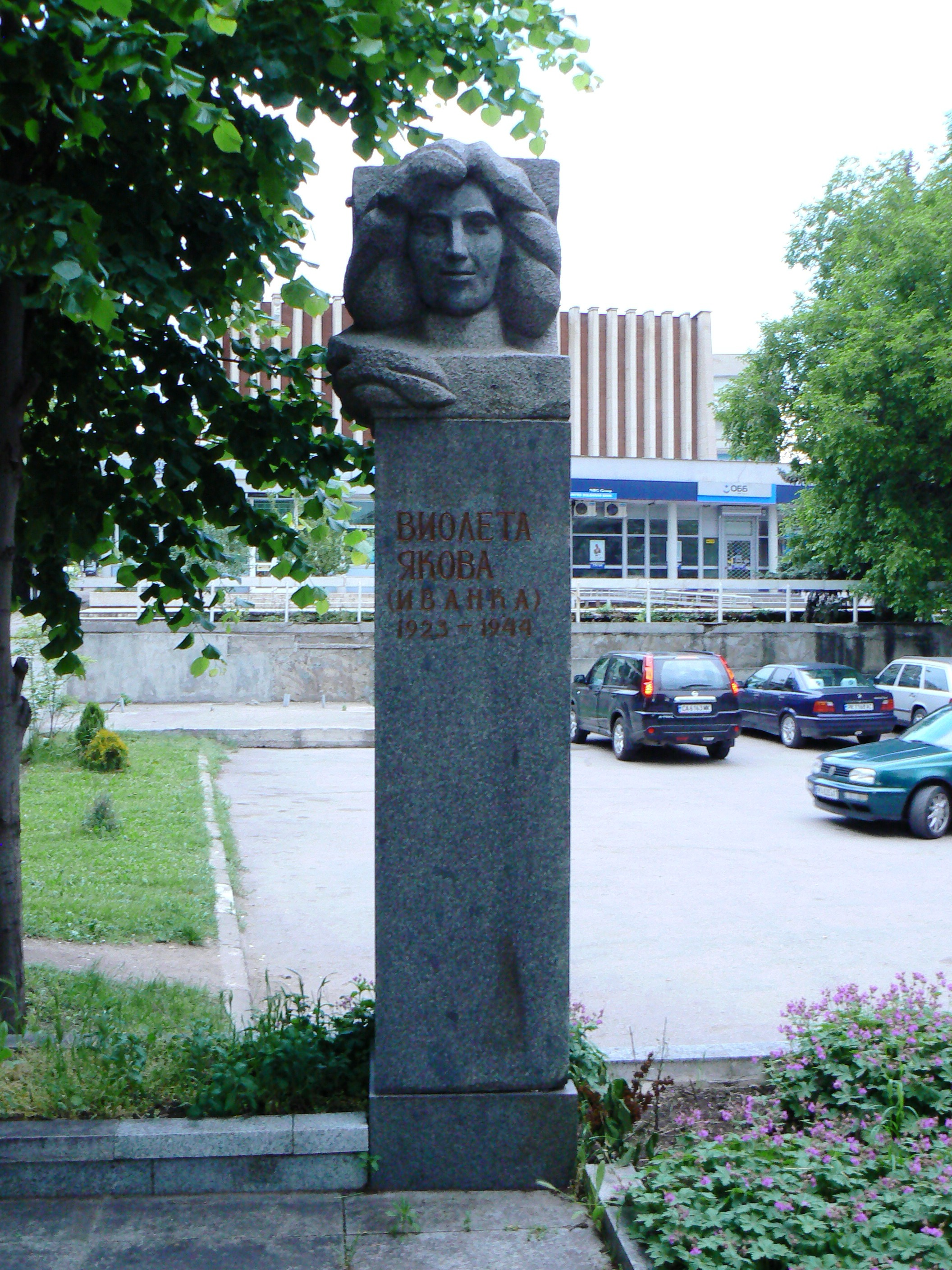
Monumento erigido en su honor en la ciudad de Radomir.

Las circunstancias de su muerte, así como su coraje, hicieron de Yakova un símbolo de la resistencia contra el régimen fascista  de Bulgaria, y luego el comunismo la idealizó. Fue declarada heroína de Bulgaria. En 1970, Vulo Radev produjo una película llamada "Черните ангели" (Ángeles negros), acerca del asesinato de militares pronazis por jóvenes, donde Yakova ocupa un rol protagónico. La ciudad de Radomir ha levantado un monumento en su memoria.

## Representaciones

### Película
- En 1970, el director Vylo Radev realizó la película Черните ангели (Los ángeles negros), una de las heroínas de la película fue una partisana llamada Iskra, cuyo prototipo fue Violeta Yakova. Su papel fue interpretado por Violeta Gindeva.